# Ye (가나)

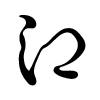
만요가나의 시대에는 구별이 있었던 히라가나 Ye의 문자. 현재는 え에 대응되는 헨타이가나로 분류된다.

𛀁(), エ는 일본어의 음절의 하나이며, 가나의 하나였다. 오십음도에서 ヤ행의 え단에 위치 되어 있는 가나문자와 그 음가였다.현재 그 위치는 공백이거나 え로 바뀌어 있으나 본래 다른 가나와 음이 있었다. 오십음도와 이로하 노래의 성립이전에 사라진 문자로 오십음순, 이로하순에는 헤아리지 않는다. 단, ヤ행의 い, ヤ행의 え, ワ행의 う를 모두 헤아릴 경우에는 39번째가 된다.
- 아메츠치 순: 제43위. 'の'의 다음, 'を'의 앞.

일본어에서는 10세기~19세기에 거쳐 이후 'ye'와 'e'는 혼동이 계속되다가 e에 통합되었다. 이것은 ゐ, ゑ, を를 wi, we, wo가 아니라 i, e, o로 발음하는 것과 마찬가지이다.
는 江의 초서로, 10세기 이전에는 발음이 ye였다. 10세기 이후에는 일본어의 Ye와 e의 혼동속에 는 え의 이체자로 쓰이게 되었다. 현재는 え에 상응하는 헨타이가나로 취급되어 편의상 あ행으로 인식된다.
エ는 원래 ヤ행의 え단 이었다. 그러나 10세기 이후 발음이 혼동되면서 메이지 시대 이후 ア행의 え단이 되었다. 원래 ア행의 え단이었던 카타카나 는 폐지되었다.

## 문자의 표기
만요가나의 시대에는 え와 에 구별이 있었다. 그러나 상대특수가나쓰기의 소실부터 얼마 지나지 않아, 10세기부터는 혼동되기 시작하였다.
가나문자의 탄생초기에는 아직 구별이 있어, え와 에는 다른 가나문자가 존재했다. 그러나 가나문자가 완성되어, 역사적 가나쓰기가 확정될 쯤에는 구별이 없어져, 각각의 가나문자는 같은 음을 표시하는 복수의 가나문자로써 다루어지게 되었다.(복수의 가나문자를 가지는 음은 드물지 않았다.)
메이지시대가 되면서 가나문자는 한 음에 대하여 히라가나 카나가나 각각 하나씩이 되어, 다른 것은 헨타이 가나로써 다루어지게 되었다. え와 에 대해서는 본래 히라가나로는 ア행의 문자 え와 본래 ヤ행의 え단의 카타카나였던 エ가 채용되었다.
| 음       | ア행 [e]        | ヤ행エ [je]   |
| -------- | --------------- | ------------- |
| 漢字     | 衣              | 江            |
| 히라가나 | 衣의 초서（え） | 江의 초서     |
| 카타카나 | 衣의 생략형     | 江의 방（エ） |

## 음가
본래의 음가는 え는 [e] 는 [je]였다.
전국시대, 아즈치모모야마 시대, 에도 시대 초기에는 서양인에 의한 문헌으로부터 え와 エ는 통합되어 [je]였던 것을 알 수 있다. 즉 え가 에 통합되었다는 것이 된다.
에도 중기부터 막부 말기에 거쳐 통합되었던 エ와 는 [je]로부터 [e]로 변화되었다. 즉, 로부터 え로 변화되었다는 것이 된다.
현대에는 통상은 어느 쪽도 e의 발음으로 된다. 단, [je]의 음가는 굉장히 오랫동안 혼란되어 왔기 때문에 고치현, 이와테현, 후쿠시마현 등의 일부 지방의 방언에서는 え와 ゑ와 의 음가가 아직 [e]와 [je]의 두 음가가 혼재되어 존재하고 있다.

## 사용례
아메츠치노우타(天地の歌)는 이로하 노래와 같이 모든 가나를 한문자씩 사용한 시이나, 이로하 노래보다 오래되어 え와 의 구별을 하고있기 때문에 이로하 노래보다 한 글자가 많은 48문자로 되어있다.

## 메이지 시대의 가타카나 문자 제안

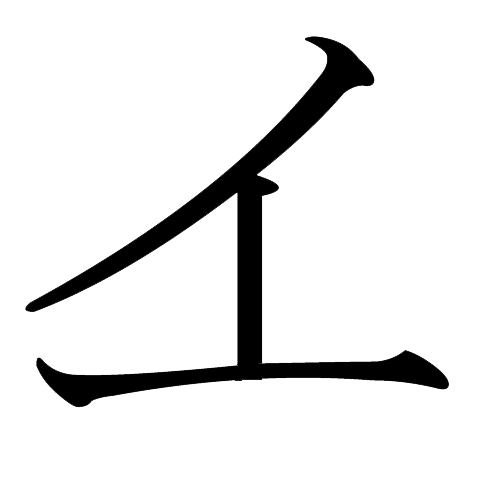
ヤ행의 え단을 표기하기 위해 만든 인위적인 가타카나. 메이지 시기에 만들어졌으나 오래 사용되지는 못했다.

え와 가 혼란되다가 [je]의 음가가 승리하여 え가 에 완전히 흡수되어서 え의 음가는 소실었을 때(이 시기는 지금의 오십음도와는 달리 ヤ행의 え단이 아닌, ア행의 え단이 비어 있었다.) 두 글자는 서로 이체자의 관계에 있었지만, 당시 발음의 글자인 가 え에 비해 널리 사용되었다. 카타카나 또한 エ와중에서  보다 エ가 더 보편적으로 사용되고 있었다.
예를 들면 江戸는 현재는 [edo]로 발음되고 있으나, 당시에는 [jedo]라고 발음되고 있었다. 그러나 에도 시대말기에 오면 [je]로 통일된 え와 와 ゑ는 다시금 음운의 혼동을 일으키게 되고, 메이지 시기에 이르면 [e]로 거의 통합이 되게 되었다.
메이지 시기에는 수많은 헨타이가나들 중 대표적인 것들을 하나씩 골라서 오십음도로 만들게 되는데, 이 때  는 수백년간 음운을 상실했던 10세기~15세기 사이에 거의 エ(je)에 자리를 빼앗기게 되어, ア행의 え단의 카타카나로서의 의미를 이미 상실하여 그 자리를 잃은 반면, エ는 [je]의 발음이 존재하던 기간에 거쳐 널리 쓰이게 되었고 결국 エ가 ア행의 え단 배치되게 되었다.
히라가나는 당시 가 훨씬 더 보편적이었으나, 원래부터 Ye였던 점을 고려하여 원래부터 ア단에 속해 있던, え를 선택하여 ア행의 え단 배치하고 는 え와의 이체자의 관계를 벗어나 원래의 자리인 ヤ행의 え단에 배치되었다.
카타카나는 원래 ヤ행의 え단이었던 エ가 ア행으로 옮겨가면서 카타카나에서 ヤ행의 え의 자리가 비게 되었는데, 당시 원래부터 존재하지 않는 음가인 [ji]와 [wu]의 가나를 억지로 만들어 넣은 것처럼, 라는 새로운 인공적인 카타카나를 만들어 억지로 넣게 되었다. 그러나 이미 사라진 음가[je]인데다가 지금까지 쓰인 적이 없는 인공적인 문자를 무리하게 넣은 결과, 오래 지나지 않아서 메이지 시기의 와 는 폐지되게 되었다.
는 이후, え의 헨타이가나로서 유지되고 있다. 그러나, 는 원래 존재하던 글자인 와는 다르게 완전히 사라지게 되었다. 하지만 원래는 존재하던 음운을 대신 표시하기 위해 만든 글자라는 점에서 애초에 일본어에 존재하지 않던 음운인 [ji], [wu]에 넣었던 글자들과는 그 성격이 다르다.

## 문자 표시
는 유니코드 6.0에 추가되었다. 또한 도 그렇다. 각각의 이름은 "HIRAGANA LETTER ARCHAIC YE"와 "KATAKANA LETTER ARCHAIC E" 로서, 코드 번호는 는 U+1B001(𛀁), 는 U+1B000(𛀀)이다. 유니코드 10.0에 헨타이가나가 추가되면서, 의 ‘교정된’ 별칭으로 "HENTAIGANA LETTER E-1"이 추가되었다. 유니코드 14.0에 가 추가되었다.
| 미리 보기      | 𛀁                         | 𛀁                         | 𛄡                         | 𛄡                         |
| -------------- | -------------------------- | -------------------------- | -------------------------- | -------------------------- |
| 유니코드 이름  | HIRAGANA LETTER ARCHAIC YE | HIRAGANA LETTER ARCHAIC YE | KATAKANA LETTER ARCHAIC YE | KATAKANA LETTER ARCHAIC YE |
| 인코딩         | 10진                       | 16진                       | 10진                       | 16진                       |
| 유니코드       | 110593                     | U+1B001                    | 110881                     | U+1B121                    |
| UTF-8          | 240 155 128 129            | F0 9B 80 81                | 240 155 132 161            | F0 9B 84 A1                |
| UTF-16         | 55340 56321                | D82C DC01                  | 55340 56609                | D82C DD21                  |
| 수치 문자 참조 | &#110593;                  | &#x1B001;                  | &#110881;                  | &#x1B121;                  |

## 같이 보기
- い(イ)
- え(エ)
- Yi (가나) (, )
- Wu (가나) (う, )